# Lorenzo Melgarejo
Lorenzo Melgarejo (Loma Grande, Cordillera, Paraguay, 10 de agosto de 1990) es un futbolista paraguayo. Juega de centrocampista y su equipo actual es Club Libertad de la Primera División de Paraguay.

## Trayectoria

### Inicios
Lorenzo Antonio Melgarejo Sanabria nació el 10 de agosto de 1990 en la ciudad paraguaya de Loma Grande, departamento de Cordillera. Es hijo de Blas Melgarejo y Olga Sanabria, siendo el mayor de tres hermanos.
Inició su andar en el club local de El Porvenir Alteño, para posteriormente pasar al capitalino Club Libertad, en donde sin embargo no llegó a jugar. Luego encontró su oportunidad en el Independiente de Campo Grande, debutando más tarde en la Primera División en el 12 de Octubre de Itauguá, desde donde fue transferido al Club Olimpia. En 2011 retornó al Independiente, en esta ocasión ya como equipo perteneciente a la categoría principal. Tras una buena temporada con Independiente, consigue su traspaso al Benfica.

### Benfica y FC Paços de Ferreira
En junio de 2011 viajó a Portugal para fichar por el S. L. Benfica por 3 años a cambio de 760 000 €, club desde el cual fue cedido a préstamo por una temporada al FC Paços de Ferreira. Debuta anotando un gol con su nuevo equipo. En este club Melgarejo logra tener una temporada regular, jugando la mayoría de los partidos de titular. Tras una muy buena actuación con este club en la temporada 2011-12, el Benfica, dueño de su pase, decide hacerse nuevamente con los servicios del jugador. En el FC Paços de Ferreira Lorenzo consigue marcar en total 15 goles en 60 partidos.
Volvió al S. L. Benfica para la temporada 2012-13. Anota su primer gol con el club el 10 de marzo de 2013 en la goleada por 5-0 ante el Gil Vicente F. C. Durante su segunda etapa en Benfica logra tener más rodaje, marcando goles, e incluso disputando la final de la Liga Europa de la UEFA en mayo de 2013 ante el Chelsea F. C.; final que ganaría el equipo inglés por 2 a 1.

### Kuban Krasnodar y Spartak de Moscú
En septiembre de 2013 firmó por el FC Kubán Krasnodar ruso por 4 años y una transferencia de 5 millones de euros. Permanece hasta el 2015 en este club, jugando en total 56 partidos y marcando 20 goles, incluidos 3 goles por la Liga Europa de la UEFA en 2 partidos, ante el FC San Galo y el Valencia de España.
En 2016 ficha por el FC Spartak de Moscú un contrato por cuatro temporadas y media a cambio de 4,6 millones de euros. En sus dos primeros años con el club moscovita marca 4 goles, dos en cada temporada.
Logra coronarse campeón de la Liga Premier Rusa 2016-17, logrando la clasificación a la Champions League 2017-18. Su primer gol internacional con el Spartak lo marcaría justamente en dicho torneo el 17 de octubre de 2017 en la victoria por 5 a 1 de su equipo frente al Sevilla Fútbol Club. Su equipo quedaría eliminado de la copa, pero al acabar en tercer lugar del grupo accede a los dieciseisavos de la Liga Europa de la UEFA donde sería eliminado por el Athletic Club.
En la temporada 2017-18 conseguiría la tercera posición clasificando a la Liga Europa de la UEFA 2018-19, donde quedaría último en su grupo con solo una victoria.
La temporada 2019-20 fue la más irregular desde su llegada al fútbol ruso. Solamente disputó 12 partidos con un gol en la Liga Premier, promediando 50 minutos de juego.
El 1 de julio de 2020 el conjunto moscovita anunció su marcha del club.

### Racing Club
Tras casi dos meses sin equipo, el 25 de agosto firmó con Racing Club hasta diciembre de 2022.
El 23 de septiembre de 2020, hizo su debut con el conjunto de Avellaneda (Buenos Aires) por Copa Libertadores de América frente al conjunto Peruano, Club Alianza Lima

## Selección nacional
Ha sido convocado a la selección de fútbol de Paraguay por primera vez en octubre de 2011.
Antes también integró la selección sub-20 durante el Mundial de 2009.
En agosto de 2017 habló en una entrevista mostrando su frustración por no ser convocado en la selección paraguaya después de 7 años jugando en Europa.

## Clubes
| Club                               | País      | Año       | Partidos | Goles |
| ---------------------------------- | --------- | --------- | -------- | ----- |
| 12 de Octubre F. C.                | Paraguay  | 2009      | 22       | 7     |
| Club Olimpia                       | Paraguay  | 2010      | 12       | 1     |
| Independiente de Campo Grande      | Paraguay  | 2011      | 17       | 8     |
| S. L. Benfica                      | Portugal  | 2011-2013 | 46       | 2     |
| F. C. Paços de Ferreira (préstamo) | Portugal  | 2011-2012 | 60       | 15    |
| F. C. Kubán Krasnodar              | Rusia     | 2013-2016 | 56       | 20    |
| F. C. Spartak de Moscú             | Rusia     | 2016-2020 | 116      | 17    |
| Racing Club                        | Argentina | 2020-2021 | 25       | 7     |
| Libertad                           | Paraguay  | 2021-     | 90       | 40    |

### Goles en la UEFA Champions League
| Resultados       | Resultados | Resultados | Resultados | Lugar | Estadio        | Fecha                 | Temporada | Gol(es) |
| ---------------- | ---------- | ---------- | ---------- | ----- | -------------- | --------------------- | --------- | ------- |
| Spartak de Moscú | 5          | 1          | Sevilla    | Moscú | Otkrytie Arena | 17 de octubre de 2017 | 2017-2018 | 1 gol   |

Para un total de 1 gol.

### Goles en la UEFA Europa League
| Resultados       | Resultados | Resultados | Resultados         | Lugar     | Estadio              | Fecha                   | Temporada | Gol(es) |
| ---------------- | ---------- | ---------- | ------------------ | --------- | -------------------- | ----------------------- | --------- | ------- |
| Kubán Krasnodar  | 4          | 0          | San Galo           | Krasnodar | Kubán                | 28 de noviembre de 2013 | 2013-2014 | 2 goles |
| Kubán Krasnodar  | 1          | 1          | Valencia           | Valencia  | Estadio de Mestalla  | 12 de diciembre de 2013 | 2013-2014 | 1 gol   |
| Spartak de Moscú | 2          | 1          | Athletic de Bilbao | Bilbao    | Estadio de San Mamés | 22 de febrero de 2018   | 2017-2018 | 1 gol   |
| Spartak de Moscú | 3          | 3          | Villarreal         | Moscú     | Stadion Spartak      | 4 de octubre de 2018    | 2018-2019 | 1 gol   |

### Goles en la Conmebol Libertadores
| Resultados  | Resultados | Resultados | Resultados            | Lugar      | Estadio                  | Fecha                   | Temporada              | Gol(es) |
| ----------- | ---------- | ---------- | --------------------- | ---------- | ------------------------ | ----------------------- | ---------------------- | ------- |
| Racing Club | 2          | 1          | Estudiantes de Mérida | Avellaneda | Estadio Presidente Perón | 21 de octubre de 2020   | Copa Libertadores 2020 | 1 gol   |
| Racing Club | 1          | 0          | Boca Juniors          | Avellaneda | Estadio Presidente Perón | 16 de diciembre de 2020 | Copa Libertadores 2020 | 1 gol   |

## Palmarés

### Títulos nacionales
| Título                | Club                   | País     | Año     |
| --------------------- | ---------------------- | -------- | ------- |
| Liga Premier de Rusia | F. C. Spartak de Moscú | Rusia    | 2016-17 |
| Supercopa de Rusia    | F. C. Spartak de Moscú | Rusia    | 2017    |
| Torneo Apertura       | Libertad               | Paraguay | 2022    |
| Torneo Apertura       | Libertad               | Paraguay | 2023    |
| Torneo Clausura       | Libertad               | Paraguay | 2023    |
| Copa Paraguay         | Libertad               | Paraguay | 2023    |
| Supercopa Paraguay    | Libertad               | Paraguay | 2023    |
| Torneo Apertura       | Libertad               | Paraguay | 2024    |

### Distinciones individuales
| Distinción                                             | Año  |
| ------------------------------------------------------ | ---- |
| Goleador del Torneo Clausura 2021 (Paraguay) (9 goles) | 2021 |